# Primula thearosa
Primula thearosa är en viveväxtart som beskrevs av F. K. Ward. Primula thearosa ingår i släktet vivor, och familjen viveväxter. Inga underarter finns listade i Catalogue of Life.